# Мелісса Госкінс
Меліса Госкінс (англ. Melissa Hoskins; 24 лютого 1991 , City of Kalamundad, Західна Австралія  — 30 грудня 2023 , Medindied ) — австралійська шосейна і трекова велогонщиця.

## Кар'єра
У травні 2012 року взяла участь у Турі острова Чунмін, де всі етапи завершилися спринтом. На ньому Мелісса Госкінс виграла перший етап, випередивши Рошелль Гілмор, була другою на наступному етапі, поступившись Монії Баккаїллі, і, нарешті, виграла останній етап, випередивши італійку. Це дозволило їй стати першою у підсумковій генеральній класифікації. На наступній гонці Тур острова Чунмін Кубок світу її обігнала у фінішному спринті Шеллі Олдс. Влітку 2012 року Мелісса Госкінс брала участь в Олімпійських іграх в Лондоні, де зайняла четверте місце в командній гонці переслідування разом з Джозефіною Томич та Аннетт Едмондсон. На чемпіонаті світу з трекового велоспорту 2012 року в Мельбурні здобула срібні медалі у командному переслідуванні та скретчі.
У 2015 році на чемпіонаті світу з трекового велоспорту у командній гонці переслідування Мелісса Госкінс стала чемпіонкою світу. У складі з Аннетт Едмондсон, Ешлі Анкудінофф та Емі Кюр обіграла у фіналі британську команду та встановила світовий рекорд — за 4 хвилини 13 секунд.
2016 року пневмонія позбавила її чемпіонства світу на початку року. На Олімпійських іграх 2016 року в Ріо вона впала зі своїми товаришами за командою під час тренування. Незважаючи на чотири дні госпіталізації, повернула собі місце у команді та взяла участь у перших двох раундах командних перегонів переслідування. Її команді не вдалося відібратись у медальні заїзди. У гонці за 5-те місце вона не брала участі, де її партнери по команді посіли п'яте місце в турнірі.
Після цих Ігор, Мелісса Госкінс зупинила свою кар'єру, плануючи якийсь час присвятити шосейному велоспорту. У травні 2017 року оголосила про завершення своєї кар'єри.

## Особисте життя
У травні 2017 року вона оголосила про заручини з велогонщиком Роаном Деннісом і одночасно оголосила про завершення кар'єри. Вони одружилися у лютому 2018 року. Пізніше, того ж року, через два з половиною тижні після того, як Денніс виграв свій перший титул чемпіона світу в індивідуальній гонці, Госкінс народила їх першу дитину, сина Сім'я живе в Жироні в Іспанії, Ла-Массані в Андоррі та Аделаїді.
Померла 31 грудня 2023 року в результаті травм, отриманих в автомобільній аварії, яка сталася напередодні на півночі Аделаїди за участі її чоловіка, Роана Денніса.

## Досягнення

### Трек

#### Олімпійські ігри
- Лондон 2012

4-та в командній гонці переслідування

#### Чемпіона світу
- Мельбурн 2012

 командна гонка переслідування
 скретч
- Мінськ 2013

 командна гонка переслідування
15-та в скретчі
- Калі 2014

 командна гонка переслідування
- Сен-Кентен-ен-Івелін 2015: командна гонка переслідування (з Аннетт Едмондсон, Ешлі Анкудінофф, Емі Кюр)

#### Чемпіона світу серед юніорів
- Москва 2009

командна гонка переслідування U19 (з Мікаелою Андерсон та Меган Данн)

#### Кубок світу
- 2010–2011

3-тя в командній гонці переслідування (Пекін)
- 2011–2012

1-ша у скретчі (Лондон)
- 2012–2013

2-га в командній гонці переслідування (Глазго)
- 2013–2014

3-тя в командна гонка переслідування (Агуаскальентес)
- 2014–2015

2-га командна гонка переслідування (Лондон)

#### Чемпіонат Океанії
- Аделаїда 2010

 омніум
 гонка по очкам

#### Чемпіонат Австралії
- командні перегони переслідування : 2008, 2009 та 2010 (з Сарою Кент та Джозефіною Томич) та 2011 (з Ізабеллою Кінг та Джозефіною Томич)
- гонка по очкам : 2015

### Шосе
2011
2-й етап на Жіночий Тур — На приз Чеської Швейцарії.
2012
Тур острова Чунмін
Генеральна класифікація
1-ша та 3-тя на етапах
 Чемпіонат світу — командна гонка
2-а на Тур острова Чунмін Кубок світу
2-а на Чемпіонат Австралії — критерій
2013
 Чемпіонат світу — командна гонка
3-я на Опен Воргорда TTT
2014
 Чемпіонат світу — командна гонка
3-я на Ронді ван Гелдерланд
5-а на Тур острова Чунмін Кубок світу
2015
Тур Даун Андер
2-а у генеральній класифікації
4-та на етапі